# یابوونووو (شهرستان واوچ)

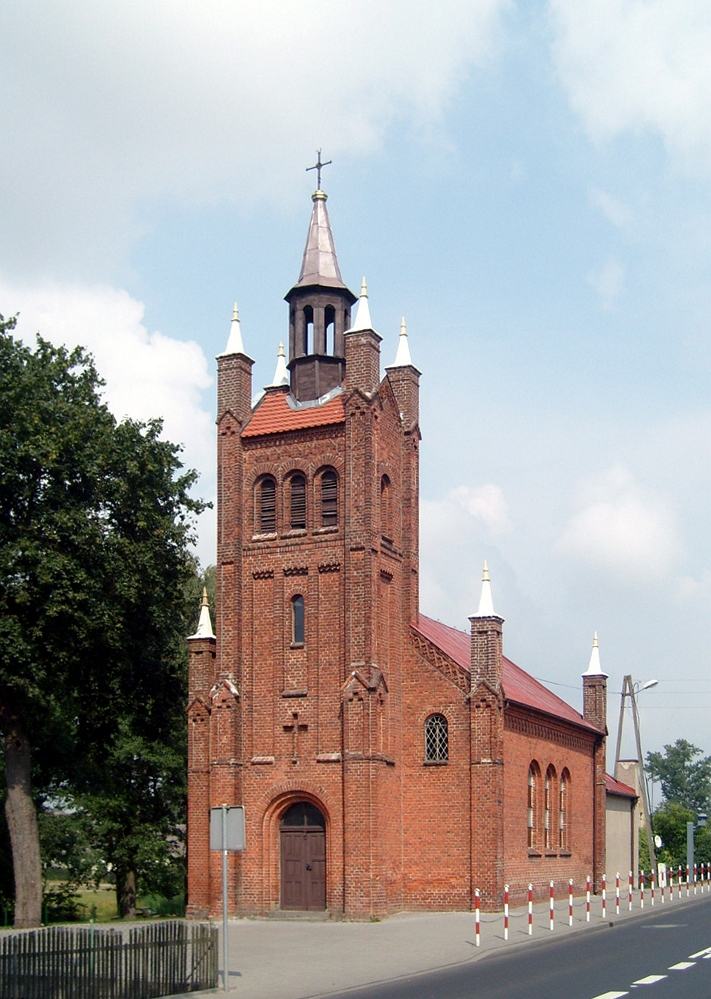
منطقه مسکونی در لهستان

یابوونووو (به لاتین: Jabłonowo) یک روستا در لهستان است که در گمینا میروسواویتس واقع شده‌است. یابوونووو ۱۸۰ نفر جمعیت دارد.